# Datsi
Datsi, či datši, je tradiční bhútánský sýr vyráběný z jačího mléka. Z tohoto sýra se po výrobě udělají malé bochánky. Sýr má bílou barvu a chutí často připomíná plísňové sýry.
Datsi je součástí mnoha tradičních bhútánských pokrmů, například bhútánského národního jídla ema datsi (čili papričky se sýrovou omáčkou) nebo kewa datsi (brambory se sýrovou omáčkou). 